# Стедман, Ральф
Ральф Сте́дман (англ. Ralph Steadman; род. 15 мая 1936) — британский иллюстратор, карикатурист, мультипликатор.
Ральф Стедман родился 15 мая 1936 года, и несмотря на то, что иллюстрировал статьи в The New York Times, The Daily Telegraph и Rolling Stone, больше всего запомнился своими иллюстрациями к легендарной книге Хантера Томпсона «Страх и отвращение в Лас-Вегасе». Это сотрудничество было далеко не единственным — Ральф иллюстрировал и статьи журналиста Томпсона в различных изданиях. Позднее Стедман вновь занялся оформлением произведений Томпсона. На этот раз это был роман «Проклятие Гавайев», опубликованный в 1983 году в журнале Rolling Stone. Оформлял Стедман творения и других авторов, причем это были не только книги и статьи, но и киноафиши, например, афиша фильма 1987 года «Уитнэйл и я» британского режиссёра Брюса Робинсона.
Одной из высших точек его карьеры является иллюстрирование книг про приключения Алисы (автор — Льюис Кэрролл). В 2004 году вновь на пару с Томпсоном была издана «Fire in the Nuts» — полуавтобиографическая книга о Томпсоне, написанная им же в 1950-х годах и выпущенная спустя полвека в количестве 176 экземпляров с автографами автора и иллюстратора. После самоубийства Хантера Томпсона в 2005 году Ральф Стедман продолжает делать иллюстрации с покойным другом в главной роли.
Сегодня Ральф Стедман по-прежнему иллюстрирует статьи и книги, не теряя дух и молодость, несмотря на возраст.